# Дозмера (притока Печори)
Дозмера́ або Дозме́р (рос. Дозмера, Дозмер) — річка в Республіці Комі, Росія, права притока річки Печора. Протікає територією Троїцько-Печорського району.
Річка протікає на південний захід, північний захід, південний захід та захід.
Притоки:
- праві — Баддяйоль, Войвож-Дозмера
- ліва — Дозмеравож